# Кадий, Хенрик
Хенрик Кароль Клеменс Кадий (пол. Henryk Karol Klemens Kadyi; 23 мая 1851, Пшемысль — 25 октября 1912, Львов) — польский профессор описательной анатомии и патологии, ректор Львовского университета (1898—1899). Привёл к возвышению ветеринарной медицины до ранга университетских дисциплин.

## Биография
Сын Людвика и Климентины. Его братья: Юлиуш (умер 1916, советник двора) и Юзеф (врач). Окончил медицинский факультет Венского университета (1875). В 1878 году стал доцентом описательной и сравнительной анатомии Ягеллонского университета. На протяжении 1881—1894 гг. профессор нормальной анатомии и гистологии, а до 1890 года — патологической анатомии и общей патологии в Академии ветеринарной медицины во Львове. Был организатором и первым деканом восстановленного в 1894 году медицинского факультета Львовского университета. С 1894 до 1912 года — профессор описательной и топографической анатомии Львовского университета. В 1898—1899 годах ректор Львовского университета. В 1889 году стал член-корреспондентом Академии знаний. В 1894—1895 годах был председателем Польского общества природоведов им. Коперника.
Умер 25 октября 1912 года вследствие септического заражения после бальзамирования останков умершего Станислава Бадени. Похоронен на Лычаковском кладбище.

### Семья
Жена — Розалия. Дочь — Ядвига Квятковская, жена Яна Ежи — обе трагически погибли в декабре 1917 года.

### Памяти
Его именем названы улицы в Перемышле, Ясло и во Львове (ныне ул. Угловая на Погулянке).

## Избранные работы
- «Kilka przypadków zboczeń układu naczyniowego» (1881)
- «Ueber die Nothwendigkeit des thierärztlichen Studiums. M. Perles» (Вена, 1891)
- «O naczyniach krwionośnych rdzenia pacierzowego ludzkiego»
- «Rozwój i działalność c. k. Szkoły Weterynaryi we Lwowie od jej założenia w r. 1881 aż do końca roku szkolnego 1893/4»
- «O barwieniu ośrodków nerwowych przy pomocy zaprawy (bajcowania) solami metali ciężkich» (недоступная ссылка) (1900)
- «Ueber die Färbung der nervösen Centralorgane nach Beizung mit Salzen schwerer Metalle» (1901)
- «Metoda barwienia szarej istoty mуzgu i rdzenia karminem po zaprawieniu octanem uranowym» (1907)